# D.A. Young
David Allen Young, mer känd som D.A. Young, är en amerikansk musiker. Han är mest känd för att spela keyboard i rockbandet DVDA.